# Marcus Iulius Agrippa
Marcus Iulius Agrippa (vollständige Namensform Marcus Iulius Tiberi filius Palatina Agrippa) war ein im 2. Jahrhundert n. Chr. lebender Angehöriger des römischen Ritterstandes (Eques).
Durch ein Militärdiplom, das auf den 18. November 122 datiert ist, ist belegt, dass Agrippa 122 Kommandeur der Ala Gallorum Tauriana civium Romanorum torquata victrix war, die zu diesem Zeitpunkt in der Provinz Mauretania Tingitana stationiert war. Agrippa war in der Tribus Palatina eingeschrieben und stammte aus Rom.